# Antoni Mężydło
Antoni Mężydło (ur. 23 sierpnia 1954 w Lubawie) – polski polityk, elektronik, poseł na Sejm IV, V, VI, VII i VIII kadencji, senator X kadencji.

## Życiorys

### Wykształcenie i działalność zawodowa
Syn Stanisława i Henryki Mężydłów. W 1978 ukończył studia na Wydziale Elektroniki Politechniki Gdańskiej. W 1980 uzyskał absolutorium z zakresu fizyki na Wydziale Matematyczno-Fizyczno-Chemicznym Uniwersytetu Gdańskiego. W 2000 ukończył studia podyplomowe z zakresu finansów przedsiębiorstw i rynku kapitałowego w Wyższej Szkole Zarządzania i Marketingu w Warszawie.
Pracował jako wydawca i poligraf. W latach 1983–1987 był konstruktorem w Zakładach Radiowych i Telewizyjnych „ZARAT” w Toruniu. W latach 1988–1989 pracował jako elektronik na Uniwersytecie Mikołaja Kopernika w Toruniu. W okresie 1991–1995 był kierownikiem dystrybucji Wydawnictwa Editions Spotkania w Warszawie. W latach 1995–1996 pracował jako magazynier w Wydawnictwie Krupski i Spółka w Warszawie. Od 1998 do 2001 kierował Wydziałem Wydawnictw i Poligrafii w Gospodarstwie Pomocniczym Kancelarii Prezesa Rady Ministrów.

### Działalność opozycyjna
Jeszcze jako student zaangażował się w działalność opozycyjną. Był współpracownikiem KSS „KOR” i gdańskiego SKS od 1977. W 1978 należał do współorganizatorów Wolnych Związków Zawodowych Wybrzeża. W latach 1979–1980 organizował wykłady Towarzystwa Kursów Naukowych. W 1981 był koordynatorem w Ośrodku Kultury Społecznej w Regionie Gdańskim NSZZ „Solidarność”. 2 marca 1984 w ramach tzw. porwań toruńskich został uprowadzony, torturowany i więziony przez funkcjonariuszy OAS (grupy specjalnej SB) w okolicach Okonina, a następnie pozostawiony na wysypisku śmieci w Brodnicy.

### Działalność polityczna w III RP
W wyborach w 2001 uzyskał mandat poselski jako kandydat Prawa i Sprawiedliwości w okręgu toruńskim. Po wyborach w 2005 ponownie został posłem. W Sejmie V kadencji pełnił funkcję zastępcy przewodniczącego Komisji Infrastruktury.
W latach 1996–1997 należał do Ruchu Odbudowy Polski, a od 2001 był członkiem PiS. 5 września 2007 złożył rezygnację z członkostwa w tym ugrupowaniu. 8 września 2007 zadeklarował, że w przedterminowych wyborach parlamentarnych w 2007 wystartuje z list Platformy Obywatelskiej. Z ramienia PO dostał się po raz trzeci z rzędu do Sejmu, uzyskując najwięcej głosów (42 052) spośród wszystkich kandydatów startujących w okręgu toruńsko-włocławskim. W wyborach w 2011 z powodzeniem ubiegał się o reelekcję, dostał 17 077 głosów.
W 2015 został ponownie wybrany do Sejmu, otrzymując 9285 głosów. W Sejmie VIII kadencji został członkiem Komisji Cyfryzacji, Innowacyjności i Nowoczesnych Technologii oraz Komisji Gospodarki i Rozwoju.
W wyborach w 2019 został wybrany w skład Senatu X kadencji. Kandydował z ramienia Koalicji Obywatelskiej w okręgu nr 11, otrzymując 98 699 głosów. Nie kandydował w kolejnych wyborach w 2023.

## Odznaczenia
- Srebrny Krzyż Zasługi (2001, za wzorowe, wyjątkowo sumienne wykonywanie obowiązków wynikających z pracy zawodowej, za działalność na rzecz przemian demokratycznych w Polsce)[7].
- Krzyż Wolności i Solidarności (2016, za zasługi w działalności na rzecz niepodległości i suwerenności Polski oraz respektowania praw człowieka w Polskiej Rzeczypospolitej Ludowej)[8].
- Odznaka honorowa „Działacza opozycji antykomunistycznej lub osoby represjonowanej z powodów politycznych” (2016)[9]